# Leptodactylus laticeps
Leptodactylus laticeps là một loài ếch trong họ Leptodactylidae. Its local names are rana coralina ("coralline frog") và rana de los viscacheras ("viscacha-warren frog").
Nó được tìm thấy ở Argentina, Bolivia, và Paraguay. Các môi trường sống tự nhiên của chúng là các khu rừng khô nhiệt đới hoặc cận nhiệt đới, xavan khô, vùng đất có cây bụi nhiệt đới hoặc cận nhiệt đới, vùng cây bụi ẩm khu vực nhiệt đới hoặc cận nhiệt đới, và đầm nước ngọt có nước theo mùa. Nó ngày càng hiếm gặp do mất môi trường sống.